# Ludwig Eichrodt
Ludwig Eichrodt, född 2 februari 1827 i Durlach i Baden, död 2 februari 1892, var en tysk skald.
Eichrodt var en humoristisk och parodierande författare, vars visor vunnit mycken spridning; ett urval erbjuder Gesammelte Dichtungen (1890). Jfr biografi över E. af Kennel (1895).